# Lorenzo Finn
Lorenzo Mark Finn (* 19. Dezember 2006 in Genua) ist ein italienischer Radrennfahrer, der im Straßenradsport aktiv ist.

## Sportlicher Werdegang
Als Junior machte Finn 2024 durch seine Erfolge auf der Straße auf sich aufmerksam. Neben Tageserfolgen gewann der die Gesamtwertung von Aubel-Thimister-Stavelot und wurde Zweiter beim Giro della Lunigiana und Dritter bei der Ain Bugey Valromey Tour. Auf nationaler Ebene wurde er italienischer Junioren-Meister sowohl im Einzelzeitfahren als auch im Straßenrennen. Zum Abschluss der Saison kürte er sich bei den Straßenradsport-Weltmeisterschaften 2024 zum Junioren-Weltmeister im Straßenrennen.
Nachdem Finn 2024 bereits für das Team Grenke-Auto Eder fuhr, das U19-Team des UCI WorldTeams Red Bull-Bora-hansgrohe, wurde er 2025 Mitglied bei den Red Bull-Bora-hansgrohe Rookies, wo er sich zunächst zwei Jahre in der U23 weiterentwickeln will. Zu Beginn der Saison wurde er als Gastfahrer Im WorldTeam von Red Bull-Bora-hansgrohe bei der Mallorca Challenge eingesetzt, wo er seine ersten Ranglistenpunkte in der Elite einfuhr. Nach dem dritten Platz beim Giro della Provincia di Reggio Calabria und dem fünften Platz beim Lüttich–Bastogne–Lüttich Espoirs erzielte er im April 2025 beim Giro del Belvedere seinen ersten Sieg nach dem Wechsel. Einen Tag später stand er als Zweiter beim Gran Premio Palio del Recioto erneut auf dem Podium.

## Erfolge
2023
- Nachwuchswertung Giro della Lunigiana

2024
- Junioren-Weltmeister –  Straßenrennen
- eine Etappe Giro della Lunigiana
- Gesamtwertung, eine Etappe und Punktewertung Aubel-Thimister-Stavelot
- Gran Premio Eccellenze Valli del Soligo
- Mannschaftszeitfahren Eroica Juniores
- Italienischer Junioren-Meister – Straßenrennen und Einzelzeitfahren

2025
- Giro del Belvedere